# Krajevna skupnost Za tremi ribniki
Krajevna skupnost Za tremi ribniki (krajše KS Za tremi ribniki) je nekdanja krajevna skupnost v sklopu Občine Maribor-Rotovž. Sedež KS se je nahajal v Domu krajanov ob Sprehajalni poti 6 v Ribniškem selu v Mariboru.
Ustanovljena je bila leta 1979 na podlagi referenduma o ustanovitvi novih krajevnih skupnosti na območju KS Ob parku. Obsegala je področja Ribniškega sela in Vinarja. Leta 1996 je bila KS Za Tremi ribniki z Odlokom o razdelitvi Mestne občine Maribor na mestne četrti in krajevne skupnosti pridružena območju Mestne četrti Center.
KS je dobila ime po mariborskih treh ribnikih, ki so del mestnega parka (poleg nje je mdr. obstajala tudi Krajevna skupnost Ob parku).